# Misó (pintor)

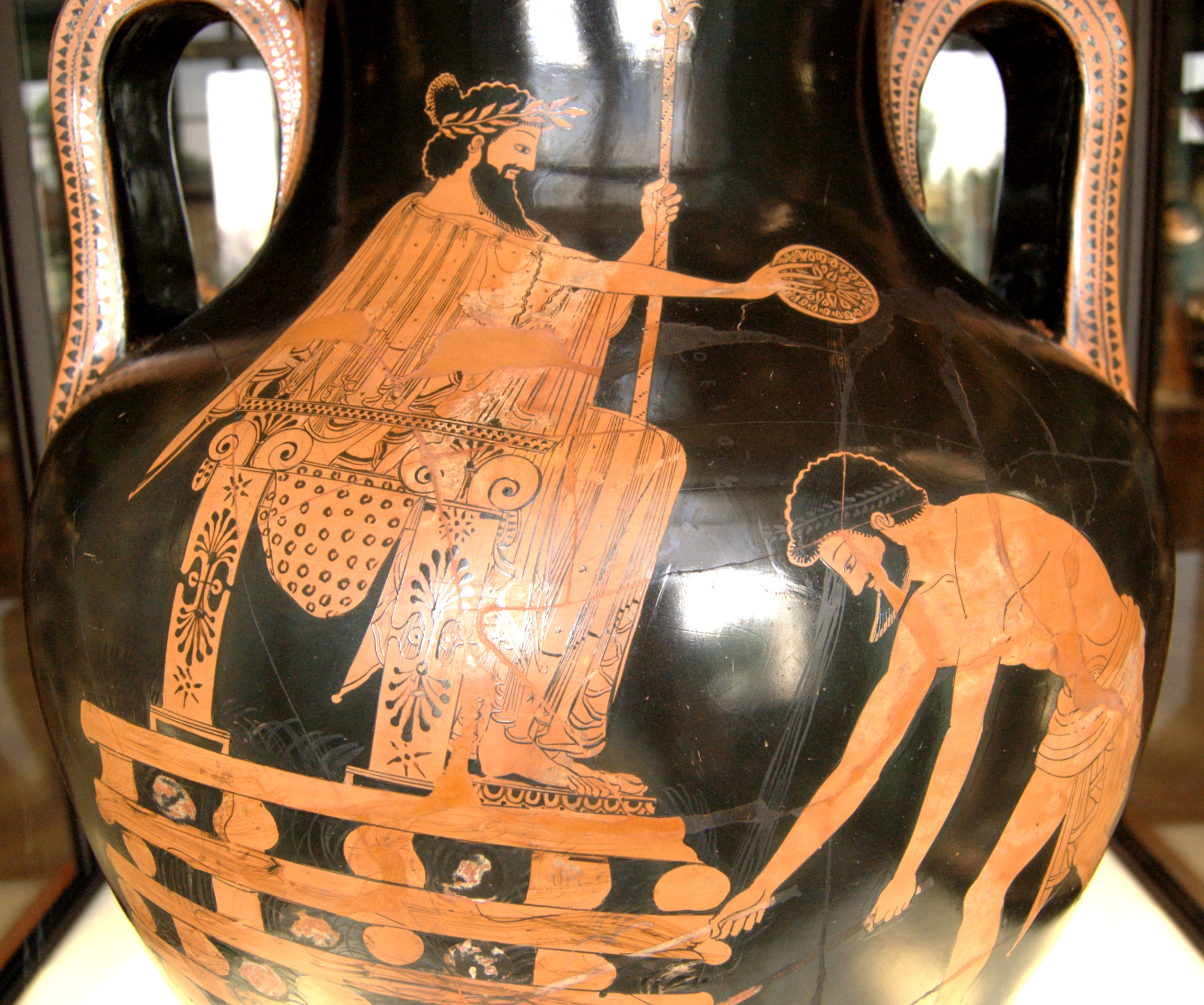
Àmfora del tipus A: Cresos damunt la pira. Al Museu del Louvre, G 197

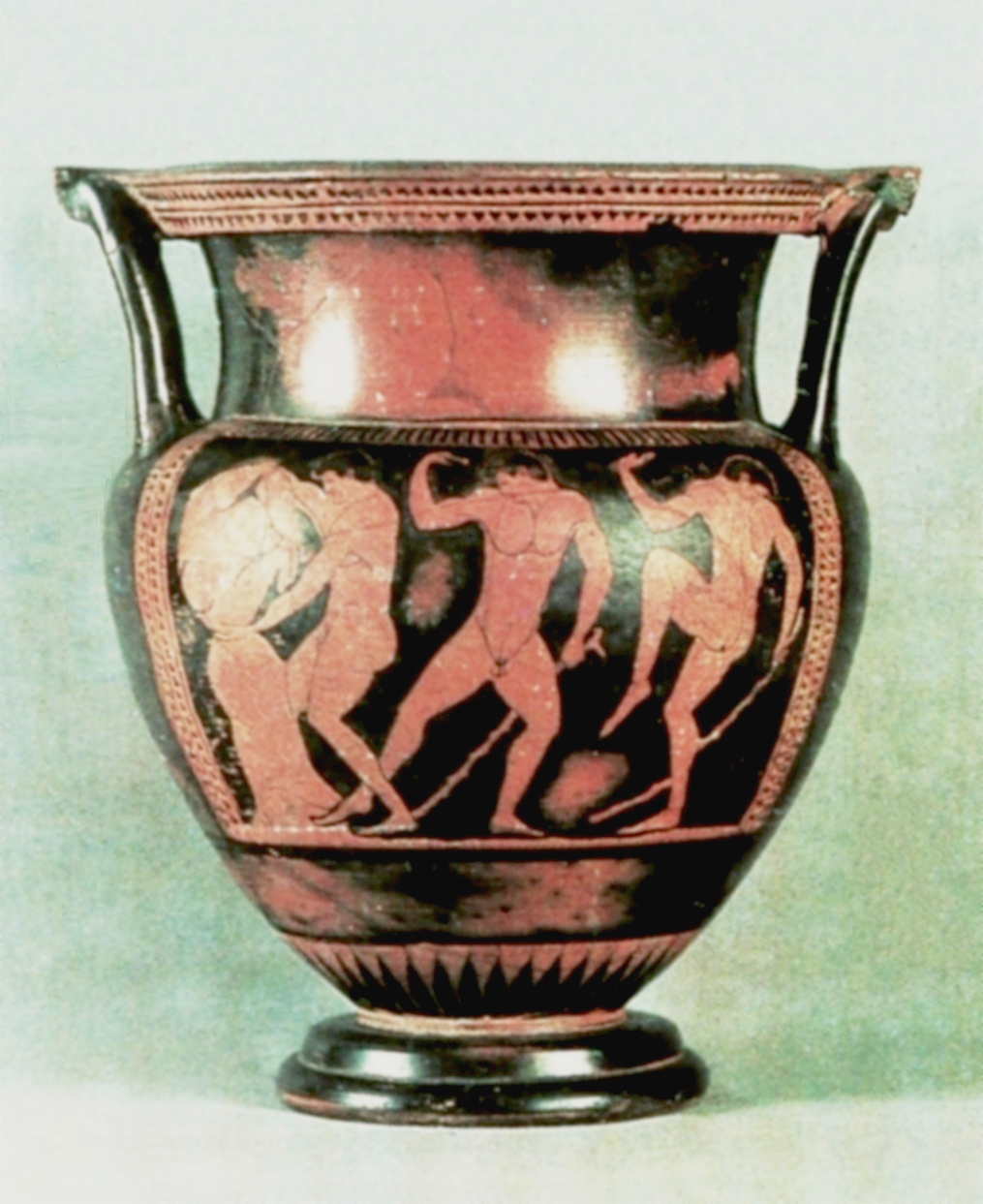
Crater, c. 500 - 490 ae. Al Museu Nacional de Varsòvia

Misó fou un pintor d'atuells grec, actiu a Atenes entre el 500 abans de la nostra era i el 475 ae, durant l'anomenat període tardoarcaic de figures vermelles.
La seua signatura, com a terrissaire i pintor de gots, ens ha arribat, en grans lletres pintades en roig, al coll d'un crater de columnes dedicat a l'Acròpoli d'Atenes pel mateix pintor, en una fase tardana de la seua obra.
Era una pràctica corrent per part dels pintors de ceràmica àtica dedicar a l'Acròpoli una obra pròpia, com ho demostren altres troballes semblants, com ara el plat dedicat d'Epictet.
Misó és considerat per John Beazley el fundador del grup de manieristes. És un pintor de grans atuells, especialment de craters de columnes, una forma freqüent i molt comuna llavors. S'han trobat prop de setanta exemplars atribuïts a la seua obra, que sembla constar d'uns noranta gots.
Entre la seva producció destaquen l'àmfora de tipus A al Museu del Louvre (G 197), el crater de calze ara al Museu Britànic (E 458) i l'àmfora panatenaica ara al Museu Arqueològic Nacional de Florència (3982), aquesta darrera més propera a l'estil del Pintor de Pan. Aquestes obres semblen pertànyer a una fase juvenil del treball de Misó, influenciat per la qualitat de mestres com Fincies i Eufroni. L'àmfora, en particular, pertany a una fase de la història d'aquest tipus en què les figures no es presentaven pas emmarcades dins el plafó, un estil creat pel Pintor de Berlín. La producció més comercial posterior, la representen craters de columnes i pèlices, que s'acosten, per estil i tipus d'atuells, a la producció del grup de manieristes (la majoria deixebles seus, almenys els de la primera generació) mentre es manté un nivell qualitatiu més elevat.
En el grup de manieristes, l'alumne més pròxim a Misó sembla ser el Pintor del Porc, que potser es feu càrrec del taller del mestre.